# Fox Engine
Fox Engine – silnik gier komputerowych przeznaczonych na wiele platform stworzony przez Kojima Productions, zastrzeżony do użytku dla firmy Konami. Zadebiutował we wrześniu 2013 roku wraz z premierą gry Pro Evolution Soccer 2014.

## Gry wykorzystujące Fox Engine
| Tytuł gry                                         | Rok wydania | Platformy                                                                                    | Gatunek gry                    |
| ------------------------------------------------- | ----------- | -------------------------------------------------------------------------------------------- | ------------------------------ |
| Pro Evolution Soccer 2014                         | 2013        | Xbox 360, PlayStation 3, Microsoft Windows PlayStation Portable, Nintendo 3DS, PlayStation 2 | Gra sportowa                   |
| Metal Gear Solid V: Ground Zeroes                 | 2014        | Xbox 360, PlayStation 3, Xbox One, PlayStation 4, Microsoft Windows                          | Skradanka                      |
| P.T.                                              | 2014        | PlayStation 4                                                                                | survival horror                |
| Pro Evolution Soccer 2015                         | 2014        | Xbox 360, PlayStation 3, Xbox One, PlayStation 4, Microsoft Windows                          | Gra sportowa                   |
| Metal Gear Solid V: The Phantom Pain              | 2015        | Xbox 360, PlayStation 3, Xbox One, PlayStation 4, Microsoft Windows                          | Skradanka                      |
| Pro Evolution Soccer 2016                         | 2015        | Xbox 360, PlayStation 3, Xbox One, PlayStation 4, Microsoft Windows                          | Gra sportowa                   |
| Pro Evolution Soccer 2017                         | 2016        | Xbox 360, PlayStation 3, Xbox One, PlayStation 4, Microsoft Windows                          | Gra sportowa                   |
| Pro Evolution Soccer 2018                         | 2017        | Xbox 360, PlayStation 3, Xbox One, PlayStation 4, Microsoft Windows                          | Gra sportowa                   |
| Metal Gear Survive                                | 2018        | Xbox One, PlayStation 4, Microsoft Windows                                                   | Przygodowa gra akcji, Survival |
| Pro Evolution Soccer 2019                         | 2018        | Xbox One, PlayStation 4, Microsoft Windows                                                   | Gra sportowa                   |
| eFootball Pro Evolution Soccer 2020               | 2019        | Xbox One, PlayStation 4, Microsoft Windows                                                   | Gra sportowa                   |
| eFootball Pro Evolution Soccer 2021 Season Update | 2020        | Xbox One, PlayStation 4, Microsoft Windows                                                   | Gra sportowa                   |